# Zhang Guohua

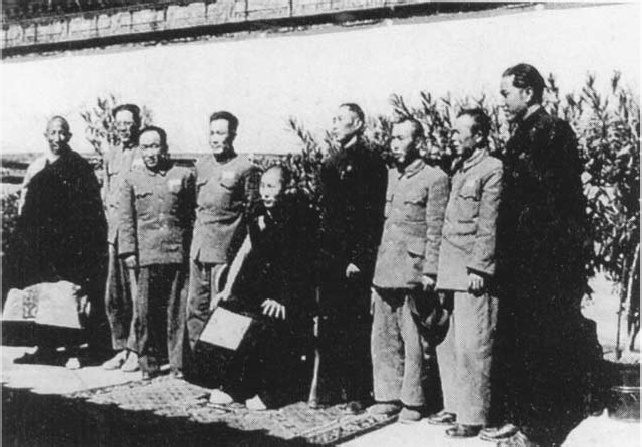
Dirigeants du Comité de travail du Tibet rendant visite au dalaï-lama au palais de Norbulingka, Lhassa, novembre 1951. De gauche à droite : Chikyab Khenpo Ngawang Namgye, Li Jue, Wang Qimei, Zhang Guohua, le 14e dalaï-lama, Zhang Jingwu, Tan Guansan, Liu Zhenguo et Phuntsok Wangyal.

Zhang Guohua (chinois : 张国华 ; chinois traditionnel : 張國華 ; pinyin : Guóhuá de Zhāng) (octobre 1914－21 février 1972) est le commandant de l'Armée de Libération du Peuple au cours de la guerre sino-indienne ayant opposé la République populaire de Chine et l'Inde en 1962, pour le contrôle de territoires himalayens.

## Biographie
Zhang Guohua (ou Chang Kuo-hua) est né à Yongxin dans le Jiangxi en 1914. Il rejoint le parti communiste chinois en 1931. Zhang Guohua est le secrétaire du parti communiste chinois au Tibet de 1950 à 1952. Il est un des délégués chinois qui participent aux négociations et à la signature du 23 mai 1951 de l'accord en 17 points sur la libération pacifique du Tibet à Pékin. Il est nommé Lieutenant Général en 1955.
Il est deuxième vice-président du Comité préparatoire à l'établissement de la région autonome du Tibet.
De 1965 à 1967, il retrouve son poste de secrétaire du parti communiste chinois au Tibet.
Lors de la première réunion plénière de l'Assemblée populaire de la région autonome du Tibet en septembre 1965, Zhang Guohua présente un rapport dont le titre est : « Lutter de tous nos forces pour remporter la grande victoire socialiste et construire un nouveau Tibet sous la direction du drapeau rouge de la pensée Mao Zedong ». Il y indique que la création de la région autonome du Tibet marque l'entrée du Tibet dans une époque novatrice « celle de la révolution, de la construction et des réformes socialistes ».
Selon Tsering Woeser, pendant la révolution culturelle le 7 avril 1971, Zhang Guohua est destitué de son poste de directeur du Comité révolutionnaire, de celui de chef d'équipe de la direction du parti et de celui de commandant en chef du secteur militaire tibétain. C'est Ren Rong qui assure la suppléance aux deux premiers postes. Le comité central nomma Chen Yiming au poste de commandant en chef du secteur militaire tibétain. Les Tibétains voulurent juger publiquement Zhang Guohua mais le gouvernement cherchant à le protéger, le rapatria par avion à Pékin. Cela sera aussi le cas de Ngabo Ngawang Jigme.
Il est gouverneur du Sichuan de 1968 à 1972.